# Club Náutico Mar del Plata
El Club Náutico Mar del Plata es un club náutico ubicado en Mar del Plata, provincia de Buenos Aires (Argentina).

## Historia
Fue fundado en 1925 con el propósito de constituir en Mar del Plata un club de remo y navegación a vela y motor, pero posteriormente se fueron incorporando otros deportes como el tenis, la natación y el hockey.

## Deportistas
El tenista Guillermo Vilas, ganador de cuatro torneos de Grand Slam, y el regatista Martín Jenkins, dos veces campeón del mundo de la clase Optimist (1994 y 1995), son los deportistas más destacados de la historia del club.

## Regatas
El club ha organizado el campeonato del mundo de la clase Optimist en 1992 y en 2024, y el Campeonato de América del Sur de la clase Snipe en 2015.